# Глуховцев, Всеволод Олегович
Всеволод Олегович Глуховцев (род. 12 января 1965, Белорецк, Башкирская АССР) — русский писатель-фантаст и автор философских рассказов. Живёт и работает в Уфе, доцент кафедры «Философия, история и право» Уфимского филиала Финансового университета.
Публиковаться как писатель-фантаст в крупных издательствах России начал с 2002 года (повесть «Перевал Миллера» в сборнике издательства АСТ). На 2020 год сотрудничает с издательством Эксмо. Ряд романов написан в соавторстве с Э. А. Байковым под коллективным псевдонимом «Артур Василевский».
Как писатель-прозаик регулярно публикуется в литературных журналах с 2004 года, выступая в жанре нравственно-философской притчи в канве внешне сугубо бытового сюжета («Смерть идеалиста», «Письмо», «Ясновидящий»). Жанр его рассказов также определяют как «социальная проза», хотя и критикуют («Смерть идеалиста») за излишнюю прямолинейность.
Кандидат философских наук (1997), тема диссертации «Социально-этические взгляды В. И. Вернадского», позднее издано отдельной книгой «Социально-этическая концепция В. И. Вернадского».
В 2024 году удостоен премии имени С. П. Злобина Союза писателей Республики Башкортостан.

## Произведения в жанре фантастики
- Глуховцев Всеволод. Тридевять небес. — Уфа: Бельские просторы, 2022. — №№1-7 с.
- Глуховцев Всеволод. Мадьяр. — Москва: Эксмо, 2018. — 320 с. — ISBN 978-5-04-091855-3.
- Артур Василевский. Земля чужих созвездий. — Москва: Эксмо, 2018. — 384 с. — ISBN 978-5-04-096773-5.
- Вадим Панов, Артур Василевский. Перстень Парацельса. — Москва: Эксмо, 2016. — 320 с. — ISBN 978-5-699-85982-5.
- Артур Василевский. Всё, кроме чести. — Москва: Эксмо, 2013. — 384 с. — ISBN 978-5-699-62491-1.
- Байков Эдуард, Глуховцев Всеволод. Рой. Битва бессмертных, СПб, Крылов, 2011. — 928 с. — ISBN 978-5-4226-0192-9.
- Байков Эдуард, Глуховцев Всеволод. Рой, СПб, Крылов, 2010. — 480 с. — ISBN 978-5-4226-0109-7.
- Глуховцев Всеволод, Самойлов Андрей. Последний переход, СПб, Ленииздат, 2008. — 384 с. — ISBN 5-289-02607-X.
- Глуховцев Всеволод, Самойлов Андрей. Смерти нет, СПб, Азбука-классика, 2006. — 448 с. — ISBN 5-325-01627-7.
- Глуховцев Всеволод, Самойлов Андрей. Бог сумерек, М., АСТ, 2003. — 272 с. — ISBN 5-17-018648-7.